# Mitsuru Maruoka
Mitsuru Maruoka (丸岡 満 Maruoka Mitsuru?, nacido el 6 de enero de 1996 en Tokushima) es un futbolista japonés que juega como centrocampista en el Basara Hyogo de la Liga de fútbol Kansai.

## Trayectoria

### Clubes
| Club                          | País          | Año       |
| ----------------------------- | ------------- | --------- |
| Cerezo Osaka                  | Japón         | 2014-2019 |
| Borussia Dortmund II (cedido) | Alemania      | 2014-2015 |
| Cerezo Osaka sub-23           | Japón         | 2016-2017 |
| V-Varen Nagasaki (cedido)     | Japón         | 2017      |
| Renofa Yamaguchi FC (cedido)  | Japón         | 2018      |
| BG Pathum United F. C.        | Tailandia     | 2020-2021 |
| Gimpo F. C.                   | Corea del Sur | 2022      |
| RANS Nusantara F. C.          | Indonesia     | 2022-2024 |
| Bali United F. C.             | Indonesia     | 2024-2025 |
| Basara Hyogo                  | Japón         | 2025-     |